# Gurktalbahn
La Gurktalbahn (in italiano: ferrovia della valle del Gurk) è una linea ferroviaria a scartamento ridotto bosniaco (760 mm) della Carinzia, entrata in esercizio nel 1898 e quasi interamente dismessa dal 1972. Dal 1974 è stata resa operante, a scopo turistico-museale, la tratta iniziale Treibach Althofen-Pöckstein costituendo il primo museo ferroviario austriaco operativo.

## Storia

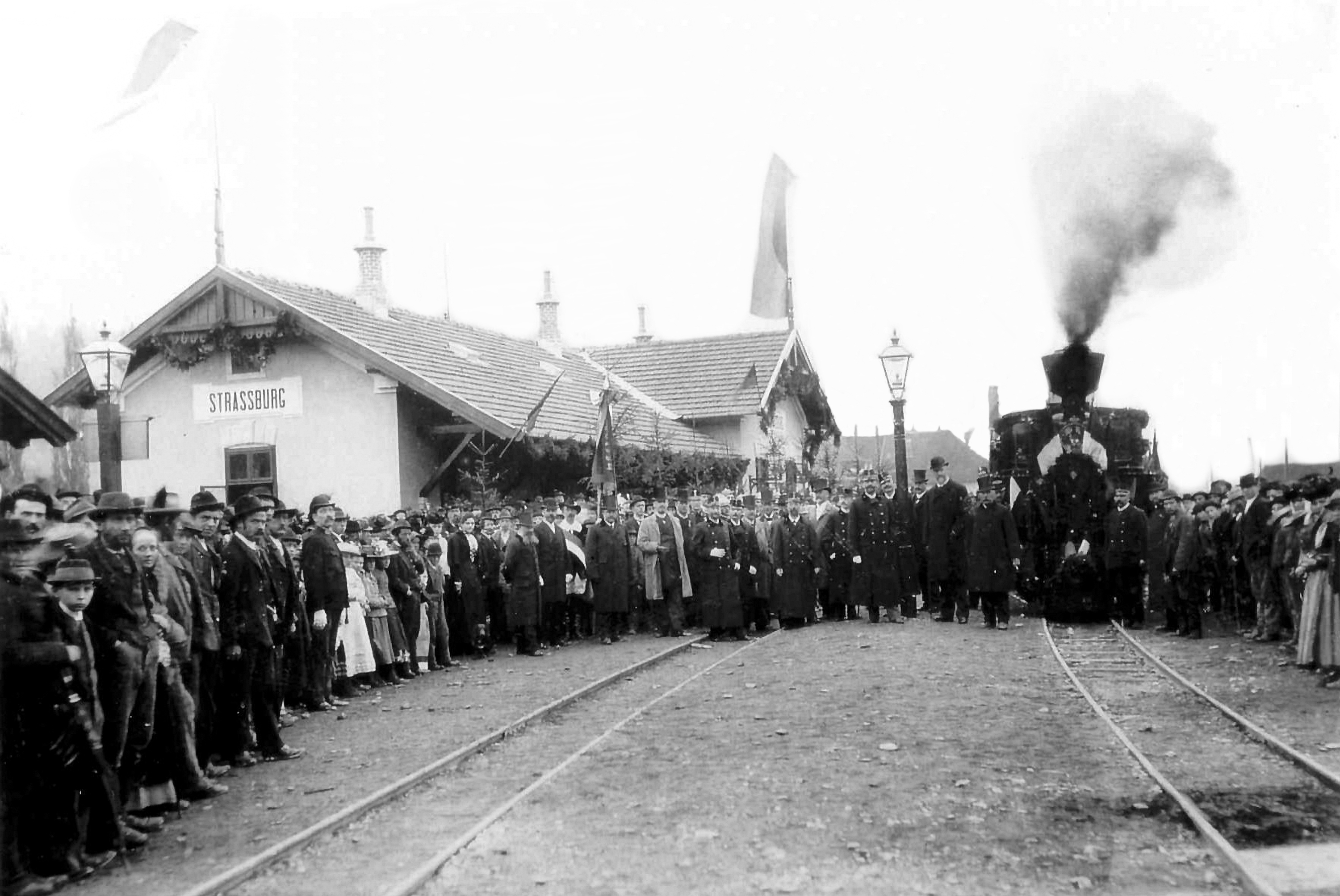
Inaugurazione della ferrovia nel 1898

La Gurktalbahn fu costruita alla fine del XIX secolo come diramazione, a Treibach-Althofen, della ferrovia Rudolfiana. Non essendo finanziariamente sostenibile, né prevedibilmente redditizia, una linea a scartamento normale si decise per una ferrovia a scartamento ridotto da 760 mm. Tra il mese di giugno 1894 e 1896 vennero completati i progetti e, a dicembre 1897 venne incaricata della costruzione la società Stern & Hafferl. La società di gestione, la Gurktalbahn AG, con sede a Vienna, venne fondata il 10 maggio 1898. Il 9 ottobre 1898 la ferrovia della valle del Gurk era inaugurata e iniziava il giorno dopo l'esercizio ferroviario.
Il percorso diramava a Treibach-Althofen, sulla linea del sud, lungo la direttrice Straßburg - Klein Glödnitz.
Dal 1º gennaio 1932 la ferrovia venne nazionalizzata e da allora gestita dalla ÖBB. L'aumento della motorizzazione privata, dalla metà degli anni cinquanta, erose i ricavi della linea e, nel 1960, venne considerata la possibilità di una dismissione della Gurktalbahn. Il 5 giugno 1968, a causa di un allagamento dei binari, avvenne un deragliamento. Il Ministero austriaco dei trasporti, in seguito a ciò, richiese alle Ferrovie austriache la chiusura della linea dal 26 novembre dello stesso anno; il traffico passeggeri venne fermato completamente e furono rimosse le rotaie da Gurk in poi mentre venne mantenuto un servizio merci su richiesta Treibach-Straßburg. A febbraio 1972 anche questo servizio è stato abbandonato per mancanza di copertura dei costi. Nello stesso anno è iniziato lo smantellamento della ferrovia.
Dal giugno 1974 il Kärntner club Gurkthalbahn-Bahn Museo organizza un uso turistico estivo della sezione di tre chilometri tra Treibach Althofen e Pöckstein; questa è rimasta utilizzabile in seguito alle iniziative di appassionati della ferrovia della Carinzia che sin dal 1969 avevano cercato di preservare la Gurktalbahn come ferrovia museo.

## Caratteristiche

### Percorso

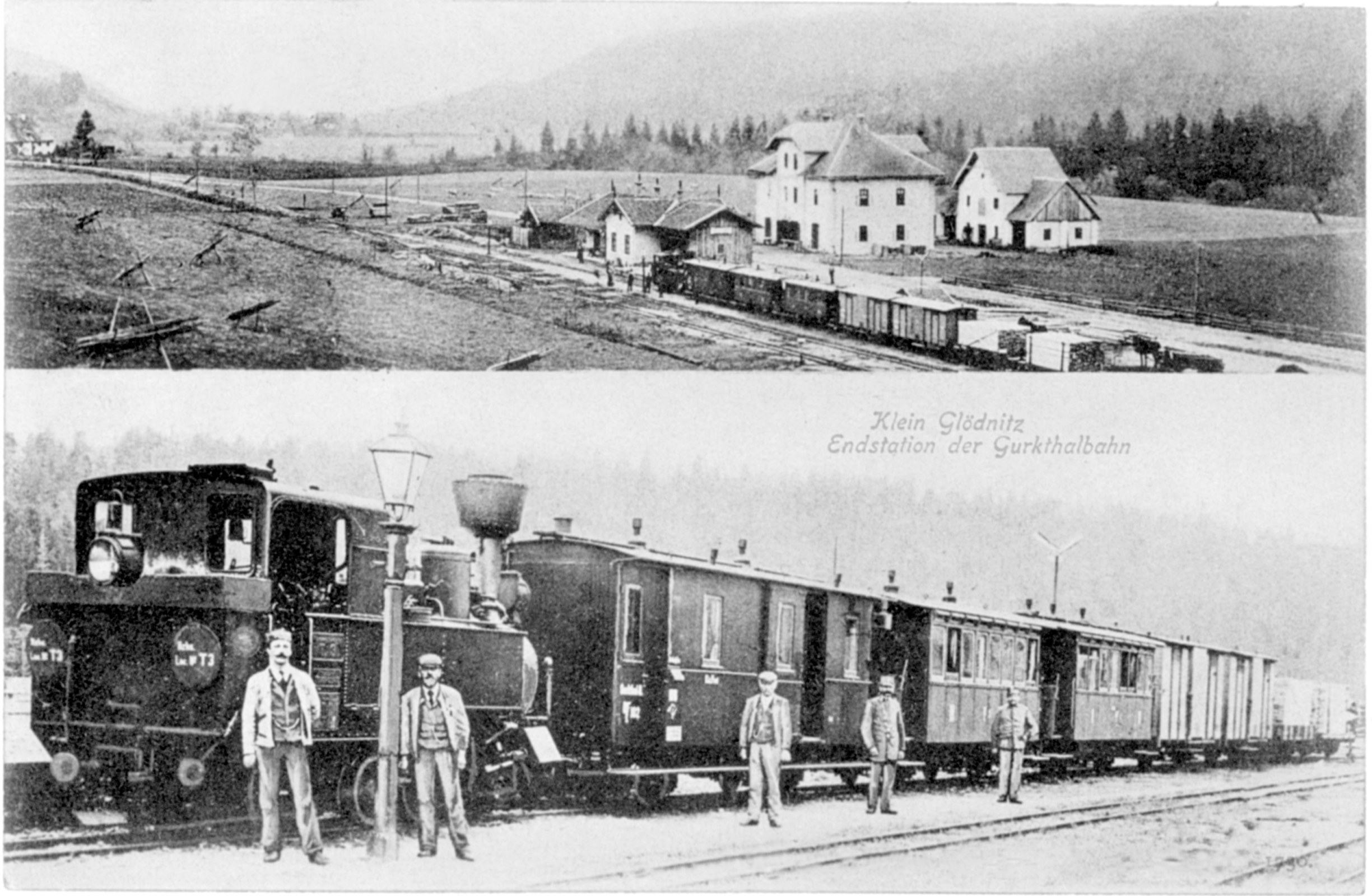
Stazione di Klein Glodnitz e treni con locomotive T3 nel 1900

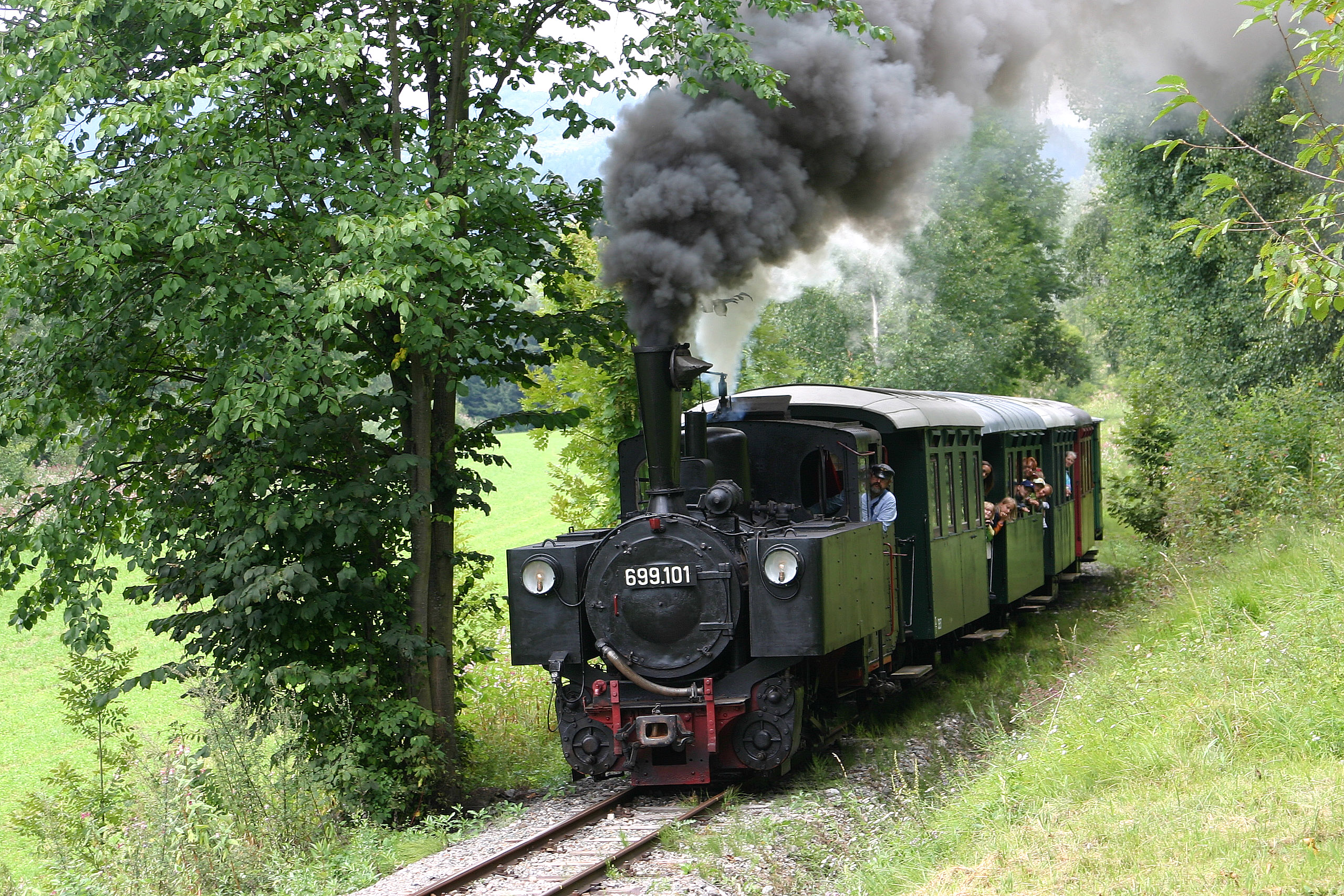
Treno turistico in servizio sulla breve tratta al traino di locomotiva 699, nel 2007

| Head station |

| Stop on track |

| Unknown route-map component "KBHFxe" |

| Unknown route-map component "exHST" |

| Unknown route-map component "exHST" |

| Unknown route-map component "exHST" |

| Unknown route-map component "exHST" |

| Unknown route-map component "exHST" |

| Unknown route-map component "exHST" |

| Unknown route-map component "exHST" |

| Unknown route-map component "exHST" |

| Unknown route-map component "exHST" |

| Unknown route-map component "exHST" |

| Unknown route-map component "exHST" |

| Unknown route-map component "exKBHFe" |